# ГЕС Хітоцусе
ГЕС Хітоцусе (яп. 一ツ瀬発電所, Хітоцусе хацуденшьо, Гепберн: Hitotsuse hatsudensho) — гідроелектростанція в Японії на острові Кюсю. Знаходячись перед ГЕС Сугіясу (11,5 МВт), входить до складу каскаду на річці Хітоцусе, яка на східному узбережжі острова за півтора десятки кілометрів на північ від міста Міядзакі впадає до Тихого океану.

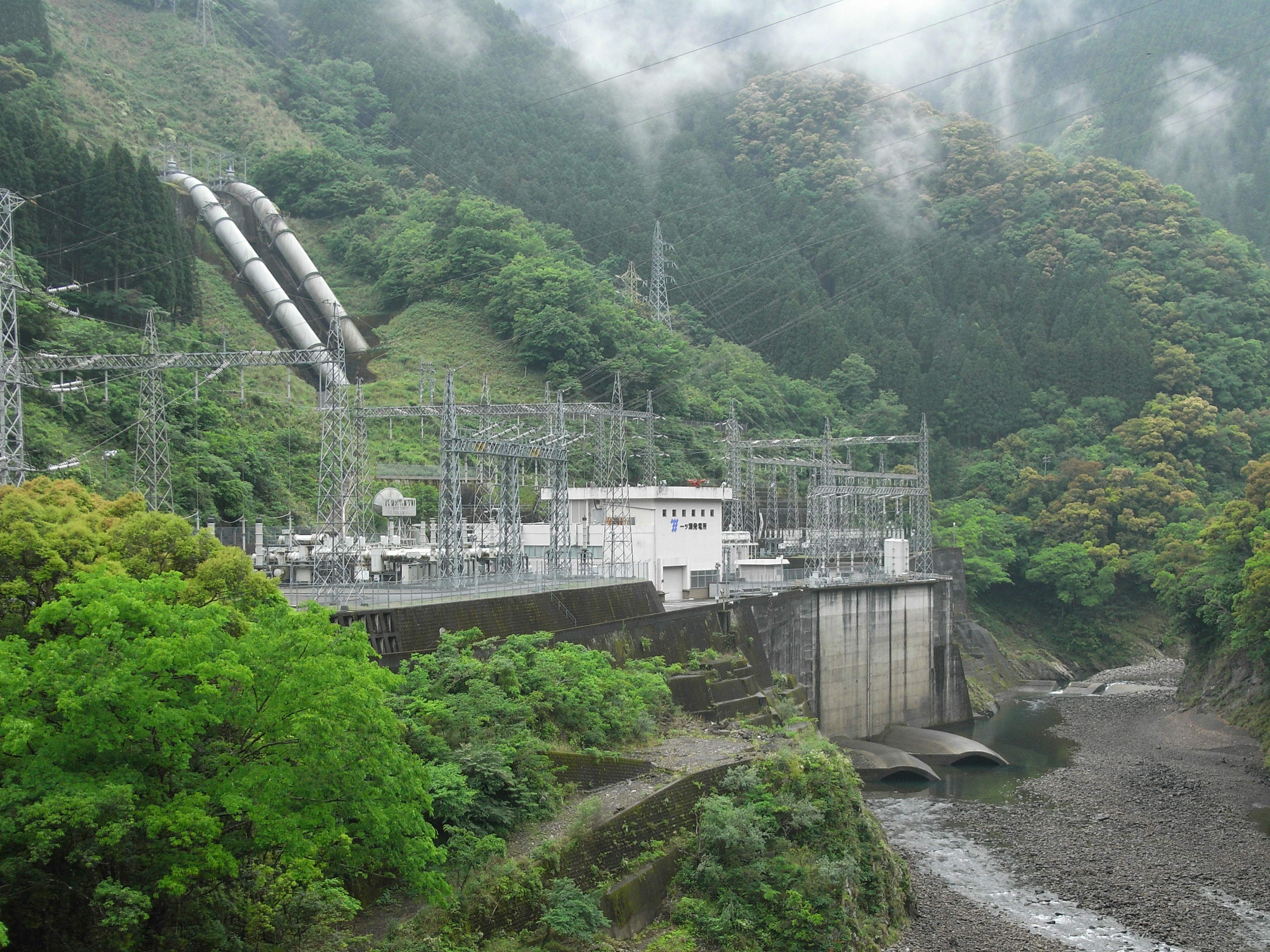
Машинний зал та водоводи станції

В межах проекту річку перекрили бетонною арковою греблею висотою 130 метрів та довжиною 416 метрів, яка потребувала 555 тис. м3 матеріалу. Вона утримує витягнуте на 22,5 км водосховище з площею поверхні 6,7 км2 та об'ємом 261,3 млн м3 (корисний об'єм 155,5 млн м3).

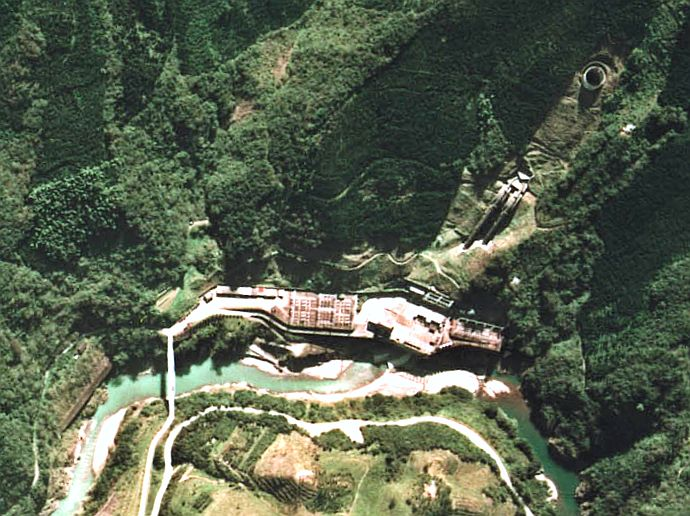
Вид зверху на район станції. У правому верхньому кутку видно вирівнювальний резервуар

Зі сховища ресурс подається через прокладений по лівобережжю дериваційний тунель довжиною біля 2,5 км, який після вирівнювального резервуару переходить у два напірні водоводи довжиною по 0,22 км зі спадаючим діаметром від 4,2 до 3,5 метра.
Основне обладнання станції становлять дві турбіни типу Френсіс потужністю по 90 МВт, які використовують напір у 152 метра.
Видача продукції відбувається по ЛЕП, розрахованим на роботу під напругою 220 кВ та 110 кВ.
Можливо також відзначити, що із появою станції Хітоцусе вивели з експлуатації дві старі малопотужні ГЕС — Шімодзумі (8,5 МВт) та Хітоцуґава (9 МВт).